# Jonathan Dayton
Jonathan Dayton (Elizabethtown (New Jersey), 16 oktober 1760 - idem, 9 oktober 1824) was een Amerikaans politicus. Hij was een van de ondertekenaars van de Amerikaanse Grondwet, en tevens de jongste. Dayton was lid van  de  Senaat en het Huis van Afgevaardigden. Hij was de vierde voorzitter van het Huis van Afgevaardigden.

## Levensloop
Dayton was de zoon van Elias Dayton, een plaatselijk belangrijk politicus. In 1776 studeerde hij af aan het College of New Jersey, nu Princeton University. Daar zat hij in de klas samen met Alexander Hamilton en Aaron Burr. Tijdens de Amerikaanse Onafhankelijkheidsoorlog diende hij in het 3e Regiment van New Jersey onder zijn vader en behaalde de rang van kapitein. Hij vocht onder George Washington in de Slag bij Brandywine en in de Slag bij Germantown. Samen met zijn oom werd Dayton in oktober 1780 gevangengenomen door Loyalisten. Het jaar daarop kreeg hij zijn vrijheid terug en vocht later mee in de Slag bij Yorktown.
Na de oorlog studeerde hij rechten en begon een eigen praktijk. Hij besteedde zijn tijd vooral aan speculatie in grond, het beoefenen van het recht en politiek. Hij was lid van de Algemene Vergadering van New Jersey van 1786-1787, en nogmaals in 1790, en was lid van de Senaat van New Jersey in 1789.
Dayton werd namens New Jersey afgevaardigd naar het Continental Congress en naar de Constitutional Convention, waar een nieuwe grondwet werd opgesteld. Dayton was het jongste lid. In 1789 werd hij gekozen als Afgevaardigde, maar nam zijn zetel pas in 1791 in. Hij werd in 1795 gekozen als de vierde voorzitter van het Huis van Afgevaardigden. Deze functie bekleedde hij vier jaar. Daarna werd Dayton lid in de Senaat. Als politicus behoorde Dayton tot de Federalistische Partij. Zoals de meeste Federalisten steunde hij de fiscale politiek van Alexander Hamilon, het neerslaan van de Whiskey Rebellion en de Louisiana Purchase.
Dayton werd in 1807 gearresteerd op beschuldiging van landverraad samen met Aaron Burr. Bewijs is er nooit gevonden, maar zijn politieke carrière herstelde zich nooit meer.
Na zijn politieke carrière op staatsniveau voort te hebben gezet overleed Dayton in 1824. Hij werd begraven in St. John's Episcopal Churchyard in Elizabethtown, het huidige Elizabeth (New Jersey).
Baldwin · Bassett · Bedford · Blair · Blount · Brearley · Broom · Butler · Carroll · Clymer · Daniel · Dayton · Dickinson · Few · Fitzsimons · Franklin · Gilman · Gorham · Hamilton · Ingersoll · Johnson · King · Langdon · Livingston · Madison · McHenry · Mifflin · G. Morris · R. Morris · Paterson · C. C. Pinckney · Pinckney · Read · Rutledge · Sherman · Spaight · Washington · Williamson · Wilson
- Gemeinsame Normdatei: 1080034579
- International Standard Name Identifier: 0000 0000 2865 8104
- Library of Congress Control Number: n85335924
- National Archives and Records Administration: 176561844
- Nationale Bibliotheek van Israël: 987007277505605171
- SNAC: w6pp9xst
- Biographical Directory of the United States Congress: D000165
- Virtual International Authority File: 30995087
- WorldCat: E39PBJgt3GgYJXQvpMjXR4bPQq